# Homolotropus sericeus
Homolotropus sericeus är en skalbaggsart som beskrevs av Britton 1970. Homolotropus sericeus ingår i släktet Homolotropus och familjen Melolonthidae. Inga underarter finns listade i Catalogue of Life.